# Kufa
Al-Kūfa (în arabă الكوفة) este un oraș din Irak, situat în sudul Bagdadului, la aprox. 140 km, fondat de către califul Ali care și mută aici capitala califatului de la Mecca.